# Acanthochondria macrocephala
Acanthochondria macrocephala is een eenoogkreeftjessoort uit de familie van de Chondracanthidae. De wetenschappelijke naam van de soort is voor het eerst geldig gepubliceerd in 1951 door Gusev.